# Fernando Muslera
Néstor Fernando Muslera Micol (tiếng Tây Ban Nha: [feɾˈnando muzˈleɾa]; sinh ngày 16 tháng 6 năm 1986), thường được biết đến với tên gọi Fernando Muslera, là một cầu thủ bóng đá chuyên nghiệp người Uruguay hiện đang thi đấu ở vị trí thủ môn và là đội trưởng của câu lạc bộ Super Lig Galatasaray. Anh được đánh giá là một trong những thủ môn xuất sắc nhất thế giới trong thế hệ của mình.
Muslera bắt đầu sự nghiệp của mình tại Montevideo Wanderers và Nacional, chuyển đến Lazio vào năm 2007, nơi anh đã giành chiến thắng trong trận Chung kết Coppa Italia năm 2009. Năm 2011, anh được Galatasaray ký hợp đồng với mức phí khoảng 12 triệu euro, từ đó anh đã giành được các danh hiệu bao gồm 5 danh hiệu Süper Lig, 4 Cup Thổ Nhĩ Kỳ và 4 Siêu cúp Thổ Nhĩ Kỳ.
Là thành viên của đội tuyển quốc gia từ năm 2009 đến năm 2022, Muslera đã ra sân bắt chính 133 trận trong màu áo Uruguay. Anh đại diện cho đất nước tham dự năm kỳ Copa America và bốn kỳ FIFA World Cup, đưa đội tuyển lên ngôi vô địch tại Copa America 2011 và giành hạng tư chung cuộc tại FIFA World Cup 2010.

## Thống kê sự nghiệp

### Quốc tế
| Uruguay   | Uruguay | Uruguay |
| Năm       | Trận    | Bàn     |
| --------- | ------- | ------- |
| 2009      | 4       | 0       |
| 2010      | 12      | 0       |
| 2011      | 15      | 0       |
| 2012      | 10      | 0       |
| 2013      | 14      | 0       |
| 2014      | 11      | 0       |
| 2015      | 11      | 0       |
| 2016      | 11      | 0       |
| 2017      | 6       | 0       |
| 2018      | 11      | 0       |
| 2019      | 11      | 0       |
| 2020      | 0       | 0       |
| 2021      | 15      | 0       |
| 2022      | 2       | 0       |
| Tổng cộng | 133     | 0       |